# El gran circo Chamorro
El gran circo Chamorro es una película cómico-dramática chilena del año 1955, escrita por Eugenio Retes y dirigida por José Bohr; los protagonistas son Eugenio Retes, Pepe Guixé y Malú Gatica. Su argumento se centra en la vida de Euríspides Chamorro, el dueño de un circo pobre chileno que realiza una multiplicidad de roles con el fin de financiar los estudios de su hijo. Esta película fue restaurada por la Cineteca Universidad de Chile

## Sinopsis
Trata de la vida de Euríspides Chamorro (Eugenio Retes), quien ha hecho de todo en un circo, de boletero a payaso, para pagarle los estudios de medicina a su hijo Fernando (Pepe Guixé). De pronto recibe un telegrama informándole que su hijo había concluido la carrera. Orgulloso del triunfo de su hijo, parte a Santiago a buscarlo, pero sufre una gran decepción al ver que se había retirado de la carrera hace años y pasaba las noches en una boite de la capital, además de que el telegrama había sido invento de uno de sus empleados para quitarle el circo. Pese a los embates, solo piensa en salir adelante nuevamente y recuperar el circo, realizando diversos trabajos, con dispares resultados. Eso sí, siempre representando el carisma y humor chileno, al amenizar con chistes, además de muy bien logradas escenas musicales.

## Reparto
En el filme participaron los siguientes actores:
- Eugenio Retes
- José Guixé
- Malú Gatica
- Elsa Villa
- Gerardo Grez
- Iris del Valle
- Juan Leal
- Conchita Buzón
- Rolando Caicedo
- Ester López
- José Perlá
- Ernestina Paredes
- Pancho Huerta
- Francisco Adamus
- Eduardo Gamboa
- Jorge Sallorenzo
- Agustín Orrequía

### Apariciones especiales
- Doris Guerrero, del dúo musical Doris y Rossie
- Rafael Frontaura
- Xiomara Alfaro, cantante cubana.